# Lampantar
Lampantar (nepalski: लाम्पानटार) – gaun wikas samiti w środkowej części Nepalu w strefie Dźanakpur w dystrykcie Sindhuli. Według nepalskiego spisu powszechnego z 2001 roku liczył on 932 gospodarstw domowych i 5259 mieszkańców (2664 kobiet i 2595 mężczyzn).